# Megachile cockerelli
Megachile cockerelli là một loài Hymenoptera trong họ Megachilidae. Loài này được Rohwer mô tả khoa học năm 1923.